# Brud (kvinde)
 For alternative betydninger, se brud. (Se også artikler, som begynder med brud)
En brud er den kvindelige deltager i et bryllup. Hun følges ofte af en eller flere brudepiger. Hendes mandlige partner er brudgommen eller bare "gommen".
Før en brud formelt kan kaldes "kone" eller tituleres "fru" (efterfulgt af gommens efternavn), skal hun færdiggøre den formelle bryllupsprocedure. I nogle kulturer er et vellykket samleje mellem bruden og brudgommen et nødvendigt trin til at færdiggøre (eller fuldbyrde) bryllupsceremonien.
I Europa og Nordamerika er brudens påklædning typisk en formel kjole og somme tider et diadem. Ved førstegangsbryllupper  er en hvid kjole sædvane – en tradition, som startede ved Dronning Victorias bryllup. Etiketten foreskriver, at en hvid brudekjole ikke må bæres ved efterfølgende bryllupper (da den er en direkte symbol på jomfruelighed), men dette ignoreres ofte nu om dage. Ud over bryllupskjolen bærer bruden normalt også et slør og en buket blomster. I nogle områder bærer brude et strømpebånd, som gommen senere fjerner efter ceremonien.